# Застава Мадагаскара
Застава Мадагаскара је усвојена 14. октобра, 1958, две године пре стицања независности, док се Мадагаскар припремао за референдум о свом статусу у Француској заједници. 
Боје заставе представљају историју Мадагаскара, тежњу за независношћу и традиционалне класе. Црвена и бела су биле боје краљевства Мерина, које је подлегло под Французима 1896. Оне су се користиле у застави задњег Мерина монарха, краљице Ранавалоне III. Оне могу да представљају порекло малагашког народа из Југоисточне Азије, а користе се и у застави Индонезије. Зелена је била боја Хова, истакнутих сељака, који су играли важну улогу у антифранцуској агитацији и у покрету за независност.